# Капоријако (Удине)
Капоријако је насеље у Италији у округу Удине, региону Фурланија-Јулијска крајина.
Према процени из 2011. у насељу је живело 592 становника. Насеље се налази на надморској висини од 188 м.